# Aleurodicus wallaceus
Aleurodicus wallaceus là một loài côn trùng cánh nửa trong họ Aleyrodidae, phân họ Aleurodicinae.
Aleurodicus wallaceus được Martin miêu tả khoa học đầu tiên năm 1988.